# Conte Nefaria
Il Conte Luchino Nefaria è un personaggio dei fumetti creato da Stan Lee (testi) e Don Heck (disegni), pubblicato dalla Marvel Comics. La sua prima apparizione avviene in Avengers (vol. 1) n. 13 (febbraio 1965).
Ambizioso nobile italiano a capo di una potente famiglia del Maggia, il Conte Nefaria, noto anche come "Signore dei Sogni" (Dream Master), è stato dotato di superpoteri grazie a degli esperimenti autofinanziati divenendo uno dei più potenti nemici dei Vendicatori.

## Biografia del personaggio
Nato a Roma, Italia, in una famiglia di nobili italiani da cui eredita un'immensa fortuna, Luchino Nefaria è un individuo dalle grandi contraddizioni: da un lato tanto tradizionalista da vestire come un uomo del XIX secolo, dall'altro profondamente attratto dallo sviluppo tecnologico e irrimediabilmente desideroso di potere, tanto da affiliarsi al Maggia e risalirne la scala gerarchica fino a divenire il capo di una delle famiglie più potenti e significative dell'organizzazione; contemporaneamente Nefaria si sposa con una donna di nome Renata che muore dando alla luce la sua unica figlia, Giuletta, successivamente portata negli Stati Uniti e affidata alle cure di una ricca coppia di suoi associati in quanto avrebbe preferito avere un figlio maschio.
Quando il neonato gruppo dei Vendicatori inizia a rappresentare un ostacolo ai suoi affari, Nefaria li attira in trappola nel suo castello cercando di ucciderli ma fallisce e viene deportato; successivamente il conte affronta Iron Man nel vano tentativo di vendicarsi e gli X-Men dopo aver assaltato Washington. Anni dopo, tentando di assumere il controllo della base NORAD, Nefaria affronta nuovamente il gruppo di mutanti venendo sconfitto e gravemente ferito ma provocando la morte di Thunderbird.
Umiliato e destituito, Nefaria fonda la seconda incarnazione della Legione Mortale composta da Laser Vivente, Power Man e Whirlwind, cui fa rapinare una serie di banche per finanziare gli esperimenti del professor Klaus Sturdy, ex-assistente del Barone Heinrich Zemo che riesce a trovare un modo di amplificare temporaneamente i poteri del terzetto nonché di riprodurli, ingigantiti di cento volte, nel corredo genetico di Nefaria il quale, ottenuti tali superpoteri, uccide lo scienziato per impedire possa replicare il procedimento e si scontra con i Vendicatori, scoprendo però che il processo di potenziamento ha velocizzato il suo processo di invecchiamento lasciandogli pochi giorni di vita. Si appresta così a devastare New York, ma viene atterrato dagli sforzi congiunti di Thor e Visione. Preso in custodia dai Vendicatori allo scopo di curare la sua condizione, il moribondo Nefaria viene fatto evadere dalla figlia, divenuta la supercriminale Madame Masque, che, non fidandosi del gruppo chiede aiuto ad Iron Man dando origine a una colluttazione nel corso della quale Nefaria viene ucciso.
Dopo essere stato brevemente rianimato dal Sinistro Mietitore per combattere i Vendicatori, il Conte Nefaria ritorna in vita sotto forma di puro concentrato di energia ionica e affronta Iron Man rivelando di dover ciclicamente assorbire ioni per mantenersi corporeo dunque si reca nella Terra Selvaggia per cercarne venendo però localizzato e messo in fuga da Capitan America e Ka-Zar. Successivamente assunto il controllo degli unici altri due individui composti di energia ionica, Wonder Man e Atlas, Nefaria tenta di servirsene per assassinare i Vendicatori e rilasciare una bomba ionica sulla Terra trasformandone ogni abitante in uno schiavo ai suoi comandi, venendo tuttavia fermato dagli sforzi congiunti di Thunderbolts, Vendicatori e sua figlia Madame Masque.
Rinchiuso nel carcere per superumani noto come Raft, Nefaria riesce a fuggire durante l'evasione di massa provocata da Electro alleandosi con sua figlia a Hood nel tentativo di aiutare quest'ultimo a recuperare i poteri perduti durante l'Assedio di Asgard finendo nuovamente arrestato. Riuscito a liberarsi per l'ennesima volta, il conte Nefaria diviene il nuovo zar del crimine di Los Angeles, posizione in cui subisce un attentato da parte di Daken e uccide la vigilante Maya Lopez per poi essere ricatturato dai Vendicatori.

## Poteri e abilità
Il Conte Nefaria è un eccellente stratega e un formidabile combattente corpo a corpo inoltre, grazie a un processo scientifico, ha ottenuto una combinazione dei poteri di Laser Vivente (emissione d'energia), Power Man (forza sovrumana e invulnerabilità) e Whirlwind (supervelocità) amplificati di cento volte divenendo uno degli esseri fisicamente più potenti dell'Universo Marvel; capace di sollevare interi edifici senza alcuno sforzo, volare, emettere raggi di energia dagli occhi, resistere ai colpi di Iron Man, Wonder Man e Visione come se nulla fosse e perfino respingere Mjolnir interrompendone la traiettoria col proprio corpo o a mani nude.
Dopo essere invecchiato rapidamente e ritornato in vita, Nefaria è divenuto un essere di pura energia ionica capace per tanto di assorbirla e manipolarla tanto a fondo da essere in grado di controllare mentalmente anche altri individui composti da tale energia, e di creare campi ionici con cui è in grado di spostare gli oggetti telecineticamente; tale particolare costituzione lo rende virtualmente indistruttibile e immortale inoltre, secondo quanto estimato da Henry Pym, per esaurire l'energia ionica di Nefaria Vendicatori e Thunderbolts dovrebbero tenerlo impegnato in combattimento senza sosta per tre settimane. Madame Masque ha tuttavia inventato un'arma capace di disperdere l'energia del padre con un solo colpo.

## Altre versioni

### House of M
Nella realtà alternativa House of M, il Conte Nefaria è il leader del Maggia rimasta ucciso quando Magneto ha inviato le Sentinelle a distruggere l'organizzazione.

### Vendicatori/JLA
Nel crossover Vendicatori/JLA, Nefaria è uno dei supercriminali guardiani della fortezza di Krona.

### What If?
In uno scenario autoconclusivo della serie fuori continuity What If?, che ipotizza cosa sarebbe successo se gli X-Men fossero morti tutti eccetto la Bestia nella loro prima missione, il mutante recluta un gruppo casuale di mutanti per affrontare gli Ani-Uomini del Conte Nefaria, il quale riesce a fuggire venendo inseguito da Theresa Cassidy che scampa a morte certa grazie al sacrificio di James Proudstar.

## Altri media

### Cinema
- Nefaria ha un breve cameo nel film d'animazione Avengers Confidential: La Vedova Nera & Punisher.

### Televisione
- Il Conte Nefaria compare nel segmento dedicato a Iron Man di The Marvel Super Heroes.
- Nella serie animata Iron Man: Armored Adventures il Conte Nefaria è un avversario ricorrente.

### Videogiochi
- Nefaria compare nel videogioco Marvel: Avengers Alliance.
- Il personaggio è presente in LEGO Marvel's Avengers.